# Grammatotria lemairii
Рід Grammatotria є монотиповим видом риб родини цихлові, і складається лише з виду Grammatotria lemairii Boulenger 1899